# Rhodanus Rimae
Le Rhodanus Rimae sono una struttura geologica della superficie di 21 Lutetia.